# Megapogon crucifer
Megapogon crucifer är en svampdjursart som först beskrevs av Poléjaeff 1883.  Megapogon crucifer ingår i släktet Megapogon och familjen Achramorphidae. Inga underarter finns listade i Catalogue of Life.